# Río Itonomas
El río Itonomas (o Itonamas) es un río amazónico boliviano, un afluente del río Iténez, que forma parte del curso alto del río Mamoré. El río discurre por el departamento del Beni y el departamento de Santa Cruz. El río forma parte del sistema Itonomas—San Pablo—San Miguel/San Julián, que tiene una longitud total de 1.493 km.
En temporadas de grandes crecientes, los Bañados de Izozog (y por tanto, también el largo río Parapetí (500 km) que desagua en ellos) drenan a través del río Quimome en la laguna Concepción, convirtiéndose así en parte de la cuenca superior del Itonomas y también en la fuente más austral que vierte en el Amazonas.

## Geografía
El río san Julián o san Miguel nace en la laguna Concepción, en el departamento de Santa Cruz (17°23′35″S 61°15′49″O / -17.39306, -61.26361). Discurre en dirección nornoroeste, con un recorrido de unos 694 km (15°53′55″S 63°21′41″O / -15.89861, -63.36139) hasta llegar al límite interdepartamental entre los departamentos del Beni y Santa Cruz, un tramo de 289 km, en que su nombre cambia a río san Pablo. Finalizado este tramo (14°45′18″S 63°57′40″O / -14.75500, -63.96111) sigue otros 139 km con ese nombre hasta la desembocadura del Arroyo san Luis (14°0′22″S 63°58′21″O / -14.00611, -63.97250), donde pasa a denominarse definitivamente río Itonomas. Con este nombre recorre otros 371 km hasta su desembocadura en el río Iténez o Guaporé (12°27′14″S 64°22′37″O / -12.45389, -64.37694).
En su recorrido recibe varios afluentes entre los más importantes los ríos Quizer (80 km), Zapocoz Norte, entre otros.